# 豊栄サービスエリア
豊栄サービスエリア（とよさかサービスエリア）は、新潟県新潟市北区高森にある日本海東北自動車道のサービスエリア (SA) である。豊栄スマートインターチェンジを併設する。
SAであるが、上下線とも設備はトイレと自動販売機しかなく、売店やレストラン、ガソリンスタンドなどの店舗は設置されていない。練馬・米原方面から続いていた片側2車線以上の区間は当SAまでで、朝日まほろばIC方面はここから片側1車線の対面通行区間となり、制限速度も70 km/hになる。

## 施設

### 上り線（新潟方面）
- 管理：東日本高速道路
- 駐車場[1]
  - 大型：33台
  - 小型：32台
  - 身障者用
    - 小型：1台
- トイレ[1]
  - 男性：大2（和式1・洋式1）・小4
  - 女性：7（和式2・洋式5）
  - 同伴の男児用1
  - 身障者用（ベビーコーナーがオストメイト対応）[2]
    - 共用：1
- 自動販売機（24時間）[1]
- スマートインターチェンジ（24時間）[1]

### 下り線（村上方面）
- 管理：東日本高速道路
- 駐車場[3]
  - 大型：33台
  - 小型：32台
  - 身障者用
    - 小型：1台
- トイレ[3]
  - 男性：大2（和式1・洋式1）小4
  - 女性：7（和式2・洋式5）
  - 同伴の男児用1
  - 身障者用（ベビーコーナーがオストメイト対応）[2]
    - 共用：1
- 自動販売機（24時間）[3]
- スマートIC（24時間）[3]

## 豊栄スマートインターチェンジ
豊栄スマートインターチェンジ（とよさかスマートインターチェンジ）は、豊栄サービスエリアに併設されているスマートインターチェンジ (SIC)。新潟中央JCT方面のみ流出入ができるハーフインターチェンジである。
24時間運用で、対象車種はETCを装着している車長12.0 m以下の二輪車、軽自動車、普通車、中型車。上り線は流入後の当SA施設利用、下り線は当SA施設利用後の流出が可能である。

### 歴史
- 2006年（平成18年）4月4日：当SICの社会実験の実施を開始[6]。
- 2007年（平成19年）4月1日：当SICの設置が恒久化[6]。
- 2022年（令和4年）1月18日：この日午前6時より、24時間利用可能となる[7]。

### 接続する道路
- 直接接続
  - 新潟市道豊栄2-359号線
  - 新潟市道豊栄2-360号線

- 間接接続
  - 新潟県道15号新潟長浦水原線
  - 新潟県道27号新潟安田線

### 周辺
- 新崎駅（JR東日本・白新線）
- 阿賀野川ふれあい公園

## 隣
E7 日本海東北自動車道
(2) 新潟空港IC - (2-1) 豊栄SA/スマートIC - 葛塚BS - (3) 豊栄新潟東港IC